# Рудовка (Тамбовская область)
Рудовка — село в Пичаевском районе Тамбовской области России. Административный центр и единственный населённый пункт Рудовского сельсовета.

## География
Село находится на берегу реки Рудовка, на расстоянии 20 км к юго-востоку от села Пичаево, административного центра района, и 76 км к северо-востоку от города Тамбов, административного центра области.

### Часовой пояс
Село Рудовка, как и вся Тамбовская область, находится в часовой зоне МСК (московское время). Смещение применяемого времени относительно UTC составляет +3:00.

## Население
| 2002  | 2010  | 2012  | 2013  | 2014  | 2015  | 2016  |
| ----- | ----- | ----- | ----- | ----- | ----- | ----- |
| 1412  | ↘1271 | ↘1240 | ↘1202 | ↗1325 | ↘1277 | ↘1133 |
| 2017  | 2018  | 2019  | 2020  | 2021  |       |       |
| ↘1081 | ↘1053 | ↘1027 | ↘1002 | ↗1008 |       |       |

### Национальный состав
Согласно результатам переписи 2002 года, в национальной структуре населения русские составляли 99 % из 1412 чел.

## Улицы
| - ул. Бригадная, - ул. Заречная, - ул. Коммунальная, | - ул. Малая, - ул. Набережная, - ул. Нагорная, | - ул. Садовая, - ул. Тамбовская, - ул. Трудовая. |